# Bel-Ridge
Bel-Ridge ist eine Gemeinde mit dem Status „Village“ im St. Louis County im US-Bundesstaat Missouri. Das U.S. Census Bureau hat bei der Volkszählung 2020 eine Einwohnerzahl von 2.132 ermittelt.

## Geographie
Die Koordinaten von Bel-Ridge liegen bei 38°42'54" nördlicher Breite und 90°19'41" westlicher Länge.
Nach Angaben der United States Census 2010 erstreckt sich das Stadtgebiet von Bel-Ridge über eine Fläche von 2,07 Quadratkilometer (0,80 sq mi). Bel-Ridge grenzt im Norden an Berkeley, im Südosten an Bel-Nor und im Westen an St. John.

## Bevölkerung
Nach der United States Census 2010 lebten in Bel-Ridge 2737 Menschen verteilt auf 1087 Haushalte und 690 Familien. Die Bevölkerungsdichte betrug 1322,2 Einwohner pro Quadratkilometer (2379,4/sq mi).
Die Bevölkerung setzte sich 2010 aus 14,2 % Weißen, 83,1 % Afroamerikanern, 0,4 % Asiaten, 0,3 % amerikanischen Ureinwohnern, 0,4 % aus anderen ethnischen Gruppen und 1,6 % mit zwei oder mehr Ethnien zusammen. Bei 1,3 % der Bevölkerung handelte es sich um Hispanics oder Latinos. Von den 1087 Haushalten lebten in 39,3 % Kinder unter 18 und in 5,4 % der Haushalten lebten Personen über 65.
Von den 2737 Einwohnern waren 29,5 % unter 18 Jahre, 14,9 % zwischen 18 und 24 Jahren, 23,7 % zwischen 25 und 44 Jahren, 23,9 % zwischen 45 und 64 Jahren und in 8,1 % der Menschen waren 65 Jahre oder älter. Das Durchschnittsalter betrug 28,7 Jahre und 45,0 % der Einwohner waren Männlich.

## Belege
1. ↑  Explore Census Data Total Population in Bel-Ridge village, Missouri. Abgerufen am 2. Februar 2023.
2. ↑   United States Census
3. ↑   American Fact Finder